# 月租獨棟庭院住宅附房東
《月租獨棟庭院住宅附房東》是連載於Comic Newtype的百合向漫畫，由ヨドカワ創作。单行本第一卷发售于2022年1月26日，由KADOKAWA發行，英文版由Yen Press代理發售，繁體中文版則由台灣角川發行。

## 故事簡介
一對同居的同性戀情侶因異地戀而分手，傷心欲絕的主人公須賀朝子路過咖啡店時發現出租屋的通告，因此決定離開並聯絡房東。接待須賀朝子的房東是個美麗的年輕女子，原以為是可以獨居的出租屋，結果卻發現這間出租屋是附帶“房東”，因此展開兩人的同居生活。

## 登場人物

### 主要人物
須賀朝子
本作主人公，26歲，從事於漫畫編輯。由於異地戀而被女友單方面分手，因此決定搬家。
北野宮子
出租屋房東，19歲，同時也是原偶像組合ELM的隊長。

## 出版書籍

### 漫畫
| 卷數 | KADOKAWA       | KADOKAWA               | 台灣角川      | 台灣角川               |
| 卷數 | 發售日期       | ISBN                   | 發售日期      | ISBN                   |
| ---- | -------------- | ---------------------- | ------------- | ---------------------- |
| 1    | 2022年01月26日 | ISBN 978-4-0411-2181-8 | 2024年3月14日 | ISBN 978-626-37-8686-8 |
| 2    | 2022年09月09日 | ISBN 978-4-0411-2841-1 | 2024年3月14日 | ISBN 978-626-37-8687-5 |
| 3    | 2023年03月29日 | ISBN 978-4-0411-3492-4 | 2025年2月13日 | ISBN 978-626-41-5305-8 |
| 4    | 2023年12月11日 | ISBN 978-4-0411-4362-9 | 2025年6月26日 | ISBN 978-626-41-5875-6 |
| 5    | 2024年10月10日 | ISBN 978-4-041-15404-5 |               |                        |

## 評價
2023年動畫新聞網的秋季漫畫指南中，克里斯多福·法里斯 (Christopher Farris) 給予第一卷3/5星的評價，並指出第一卷內容似乎並不完全致力於成為“生活中的甜蜜”，但也沒有完全致力於更難的情節。MrAJCosplay也為第一卷打3/5星，並指出“雖然内容簡單，但很用心。沒什麼特殊，但每閱讀一章都會讓人想笑。”

## 外部連結
- Comic Newtype （页面存档备份，存于）
- Comic Walker （页面存档备份，存于）